# Psychoda gracicaulis
Psychoda gracicaulis és una espècie d'insecte dípter pertanyent a la família dels psicòdids.

## Descripció
- La femella fa 0,62-0,72 mm de llargària a les antenes, mentre que les ales li mesuren 1,15-1,50 de longitud i 0,40-0,52 d'amplada.
- El mascle no ha estat encara descrit.[2]

## Distribució geogràfica
Es troba a Papua Nova Guinea.